# Canberra International Tennis 2016
Il Canberra International Tennis 2016 è stato un torneo maschile e femminile di tennis professionistico. È la 2ª edizione del torneo maschile, facente parte della categoria Challenger 125 nell'ambito dell'ATP Challenger Tour 2016, con un montepremi di 50000 $. È la 2ª edizione del torneo femminile, facente parte della categoria ITF Women's Circuit nell'ambito del ITF Women's Circuit 2016, con un montepremi di 50000 $. Si è giocato dal 31 ottobre al 6 novembre sui campi in cemento del Canberra Tennis Centre di Canberra, in Australia.

## Singolare maschile

### Teste di serie
| Nazionalità   | Giocatore          | Ranking* | Testa di serie |
| ------------- | ------------------ | -------- | -------------- |
| Australia     | Jordan Thompson    | 95       | 1              |
| Giappone      | Yoshihito Nishioka | 99       | 2              |
| Corea del Sud | Chung Hyeon        | 135      | 3              |
| Argentina     | Marco Trungelliti  | 139      | 4              |
| Australia     | James Duckworth    | 164      | 5              |
| Slovenia      | Grega Žemlja       | 169      | 6              |
| Australia     | Matthew Barton     | 189      | 7              |
| Australia     | John-Patrick Smith | 255      | 8              |
| Australia     | Marc Polmans       | 262      | 9              |

* Ranking al 24 ottobre 2016.

### Altri partecipanti
I seguenti giocatori hanno ricevuto una wild card per il tabellone principale:
- Harry Bourchier
- Thomas Fancutt
- Daniel Nolan
- Gavin van Peperzeel

Il seguente giocatore è entrato in tabellone usando il Protected ranking:
- Jarmere Jenkins

I seguenti giocatori sono passati dalle qualificazioni:
- Steven de Waard
- Greg Jones
- Daniel Masur

I seguenti giocatori sono entrato in tabellone come lucky losers:
- Nathan Pasha
- Darren Polkinghorne

## Singolare femminile

### Teste di serie
| Nazionalità | Giocatrice      | Ranking* | Testa di serie |
| ----------- | --------------- | -------- | -------------- |
| Giappone    | Risa Ozaki      | 117      | 1              |
| Giappone    | Hiroko Kuwata   | 158      | 2              |
| Stati Uniti | Asia Muhammad   | 161      | 3              |
| Israele     | Julia Glushko   | 167      | 4              |
| Australia   | Arina Rodionova | 186      | 5              |
| Giappone    | Eri Hozumi      | 195      | 6              |
| Croazia     | Jana Fett       | 198      | 7              |
| Giappone    | Shuko Aoyama    | 215      | 8              |

* Ranking al 24 ottobre 2016.

### Altre partecipanti
Le seguenti giocatrici hanno ricevuto una wildcard per il tabellone principale:
- Seone Mendez
- Sally Peers
- Abigail Tere-Apisah
- Sara Tomic

Le seguenti giocatrici sono passate dalle qualificazioni:
- Georgia Brescia
- Gabriela Cé
- Abbie Myers
- Viktorija Rajicic

## Campioni

### Singolare maschile
James Duckworth ha sconfitto in finale  Marc Polmans con il punteggio di 7–5, 6–3.

### Singolare femminile
Risa Ozaki ha sconfitto in finale  Georgia Brescia con il punteggio di 6–4, 6–4.

### Doppio maschile
Luke Saville /  Jordan Thompson hanno sconfitto in finale  Matt Reid /  John-Patrick Smith con il punteggio di 6–2, 6–3.

### Doppio femminile
Jessica Moore /  Storm Sanders hanno sconfitto in finale  Alison Bai /  Lizette Cabrera con il punteggio di 6–3, 6–4.